# Françoise Wilhelmi de Toledo
Françoise Wilhelmi de Toledo, née en 1953 à Genève, est une médecin suisse experte du jeûne.
Elle est également cofondatrice de l’Association médicale Jeûne et Nutrition (en allemand, Ärztegesellschaft für Heilfasten und Ernährung ou ÄGHE) et directrice de l’entreprise Buchinger Wilhelmi, créée en 1953 par Otto Buchinger. Elle se fit notamment connaître grâce à ses nombreuses études et ses ouvrages sur le jeûne thérapeutique et ses modes d’action en médecine.

## Biographie
À 17 ans, elle découvrit le jeûne par elle-même et participe activement au développement du jeûne thérapeutique comme à celui de la médecine dite « intégrative »,.
Après avoir obtenu son diplôme en médecine, à Genève, en 1982, Françoise Wilhelmi de Toledo poursuivit sa formation en Suisse et obtint son diplôme de doctorat, à l'université de Bâle. Sa thèse portait sur les Problèmes méthodologiques afférents à l’évaluation du taux des vitamines pendant le jeûne.
En 2012, elle compléta sa formation par un Executive Master in Family Entrepreneurship M.A. (master exécutif en entrepreneuriat familial MA), à la Zeppelin Universität, à Friedrichshafen.
Depuis son mariage, en 1982, avec Raimund Wilhelmi, petit fils d’Otto Buchinger, elle fait partie de la direction générale de l’entreprise familiale, laquelle regroupe la clinique Buchinger Wilhelmi, à Überlingen, en Allemagne (fondée en 1953), et la Clinique Buchinger Wilhelmi, à Marbella, en Espagne (fondée en 1973). Dans ces centres dotés d’une infrastructure médicothérapeutique et d’un environnement rappelant celui des entreprises hôtelières s’est construit tout un système autour de la méthode du «Jeûne thérapeutique Buchinger».
En qualité de directrice scientifique des Cliniques Buchinger Wilhelmi d’Überlingen et de Marbella,, elle se consacre au programme médical comme à la documentation scientifique sur le jeûne, en collaboration avec diverses universités (la Charité à Berlin, le CNRS à Strasbourg) et le Longevity Institute de l’université du Sud de la Californie (USC).
En 1986, elle participe à la fondation de l’Association médicale Jeûne et Nutrition (ÄGHE e.V.) ; en 2003 sortaient les directives du jeûne thérapeutique sous l’égide d’un consensus d’experts.
En 2011 elle crée la Maria Buchinger Foundation afin de soutenir la recherche sur le jeûne thérapeutique. Par ailleurs, elle préside le club Soroptimist d’Überlingen de 2016 à 2018.

## Publications
- El ayuno terapéutico Buchinger: Una experiencia para el cuerpo y el espíritu, Barcelone, Herder, 2003  (ISBN 978-8425423390).
- « Lebensreform Gestern – zukunftsfähige Lebensweise heute und morgen », in 40 Jahre Eden Stiftung – Zur Förderung naturnaher Lebenshaltung und Gesundheitspflege, Bad Soden, 2004, p. 46–53.
- Heilfasten, in Leitfaden Ernährungsmedizin, Urban & Fischer, 2005  (ISBN 978-3-437-56530-4), p. 242–249
- Buchinger-Heilfasten : ein Erlebnis für Körper und Geist ; die bewährte Methode für mehr Vitalität und ein neues Lebensgefühl, Trias, 2006  (ISBN 978-3-8304-3378-1), avec Elisabeth Peper.
- « Fastentherapie », in Karin Kraft, Rainer Stange, Lehrbuch Naturheilverfahren, 2009  (ISBN 3830453337), p. 322–337
- « La médecine intégrative et le jeûne thérapeutique », in Médecines et alimentation du futur, Le Courrier du livre, 2009  (ISBN 978-2-702-907252), p. 163–172
- « Fasten als Erlebnis, medizinische Prävention und Therapie » (avec Hellmut Lützner), in Ernährung und Fasten als Therapie, Springer Verlag, 2010  (ISBN 3540888098), p. 167-198
- Buchinger Heilfasten: Die Original-Methode, avec Hubert Hohler, Trias Verlag, 2010  (ISBN 9783830435396)
  - trad. en anglais : Therapeutic Fasting: The Buchinger Amplius Methode, avec Hubert Hohler, Thieme, 2011  (ISBN 978-3-13-160361-6)
- L’art de jeûner : manuel du jeûne thérapeutique, Saint-Julien-en-Genevois Cedex; Thônex (Genève), Jouvence éditions, 2015  (ISBN 978-2-88911-483-2)